# 5A
5Aとは、ヨーヨーのプレイスタイルのひとつであり、糸の先端におもりを付け、手から離れたトリックを行うスタイルである。
スティーブ・ブラウン(DUNCAN)が創始者で、「エクストリーム部門」の一部であったが2003年に大きな大会の部門のひとつになるまで発展している。

## 特徴
1Aから派生したスタイルで、基本的な動きは1Aと同じだが、スローハンド（1Aで糸を付けている方の腕）からもヨーヨーが離れるので、1Aよりも大きな動きができる。
両腕がフリーハンド（糸を付けていない方の腕）の状態になるため、初期はフリーハンドというスタイル名だった（創始者のスティーブ・ブラウンがそう言っていた）。フリーハンドというヨーヨーがあるが、名前はこれからついたものである。
指に付けずおもりを使用するので、次第にカウンターウェイト(CW)と呼ばれるようになっていった。